# Monroe (Maine)
Monroe es un pueblo ubicado en el condado de Waldo en el estado estadounidense de Maine. En el Censo de 2010 tenía una población de 890 habitantes y una densidad poblacional de 8,81 personas por km².

## Geografía
Monroe se encuentra ubicado en las coordenadas 44°35′53″N 69°3′31″O / 44.59806, -69.05861. Según la Oficina del Censo de los Estados Unidos, Monroe tiene una superficie total de 101.07 km², de la cual 100.8 km² corresponden a tierra firme y (0.27%) 0.27 km² es agua.

## Demografía
Según el censo de 2010, había 890 personas residiendo en Monroe. La densidad de población era de 8,81 hab./km². De los 890 habitantes, Monroe estaba compuesto por el 97.64% blancos, el 0.22% eran afroamericanos, el 0% eran amerindios, el 0.22% eran asiáticos, el 0% eran isleños del Pacífico, el 0% eran de otras razas y el 1.91% pertenecían a dos o más razas. Del total de la población el 1.24% eran hispanos o latinos de cualquier raza.